# Listă de comune din raionul Sîngerei
Această listă conține comunele din raionul Sîngerei, Republica Moldova, cu satele din componența lor. Celulele gri indică localitățile consemnate ca „sat (comună)” în Legea privind organizarea administrativ-teritorială a Republicii Moldova.
| Comuna          | Satul de reședință | Sate componente     |
| --------------- | ------------------ | ------------------- |
| Alexăndreni     | Alexăndreni        | Alexăndreni         |
| Alexăndreni     | Alexăndreni        | Grigorești          |
| Alexăndreni     | Alexăndreni        | Heciul Vechi        |
| Alexăndreni     | Alexăndreni        | Țiplești            |
| Alexăndreni     | Alexăndreni        | Țipletești          |
| Bălășești       | Bălășești          | Bălășești           |
| Bălășești       | Bălășești          | Sloveanca           |
| Bilicenii Noi   | Bilicenii Noi      | Bilicenii Noi       |
| Bilicenii Noi   | Bilicenii Noi      | Lipovanca           |
| Bilicenii Noi   | Bilicenii Noi      | Mîndreștii Noi      |
| Bilicenii Vechi | Bilicenii Vechi    | Bilicenii Vechi     |
| Bilicenii Vechi | Bilicenii Vechi    | Coada Iazului       |
| Bursuceni       | Bursuceni          | Bursuceni           |
| Bursuceni       | Bursuceni          | Slobozia-Măgura     |
| Chișcăreni      | Chișcăreni         | Chișcăreni          |
| Chișcăreni      | Chișcăreni         | Nicolaevca          |
| Chișcăreni      | Chișcăreni         | Slobozia-Chișcăreni |
| Ciuciuieni      | Ciuciuieni         | Brejeni             |
| Ciuciuieni      | Ciuciuieni         | Ciuciuieni          |
| Copăceni        | Copăceni           | Antonovca           |
| Copăceni        | Copăceni           | Copăceni            |
| Copăceni        | Copăceni           | Evghenievca         |
| Copăceni        | Copăceni           | Gavrilovca          |
| Copăceni        | Copăceni           | Petrovca            |
| Copăceni        | Copăceni           | Vladimireuca        |
| Coșcodeni       | Coșcodeni          | Bobletici           |
| Coșcodeni       | Coșcodeni          | Coșcodeni           |
| Coșcodeni       | Coșcodeni          | Flămînzeni          |
| Cotiujenii Mici | Cotiujenii Mici    | Alexeuca            |
| Cotiujenii Mici | Cotiujenii Mici    | Cotiujenii Mici     |
| Cotiujenii Mici | Cotiujenii Mici    | Gura-Oituz          |
| Cubolta         | Cubolta            | Cubolta             |
| Cubolta         | Cubolta            | Mărășești           |
| Dobrogea Veche  | Dobrogea Veche     | Cotovca             |
| Dobrogea Veche  | Dobrogea Veche     | Dobrogea Nouă       |
| Dobrogea Veche  | Dobrogea Veche     | Dobrogea Veche      |
| Drăgănești      | Drăgănești         | Chirileni           |
| Drăgănești      | Drăgănești         | Drăgănești          |
| Drăgănești      | Drăgănești         | Sacarovca           |
| Dumbrăvița      | Dumbrăvița         | Bocancea-Schit      |
| Dumbrăvița      | Dumbrăvița         | Dumbrăvița          |
| Dumbrăvița      | Dumbrăvița         | Valea lui Vlad      |
| Grigorăuca      | Grigorăuca         | Cozești             |
| Grigorăuca      | Grigorăuca         | Grigorăuca          |
| Grigorăuca      | Grigorăuca         | Petropavlovca       |
| Heciul Nou      | Heciul Nou         | Heciul Nou          |
| Heciul Nou      | Heciul Nou         | Trifănești          |
| Iezărenii Vechi | Iezărenii Vechi    | Iezărenii Noi       |
| Iezărenii Vechi | Iezărenii Vechi    | Iezărenii Vechi     |
| Izvoare         | Izvoare            | Izvoare             |
| Izvoare         | Izvoare            | Valea Norocului     |
| Pepeni          | Pepeni             | Pepeni              |
| Pepeni          | Pepeni             | Pepenii Noi         |
| Pepeni          | Pepeni             | Răzălăi             |
| Pepeni          | Pepeni             | Romanovca           |
| Prepelița       | Prepelița          | Clișcăuți           |
| Prepelița       | Prepelița          | Mihailovca          |
| Prepelița       | Prepelița          | Prepelița           |
| Prepelița       | Prepelița          | Șestaci             |
| —               | —                  | Rădoaia             |
| Sîngereii Noi   | Sîngereii Noi      | Mărinești           |
| Sîngereii Noi   | Sîngereii Noi      | Sîngereii Noi       |
| Tăura Veche     | Tăura Veche        | Tăura Nouă          |
| Tăura Veche     | Tăura Veche        | Tăura Veche         |
| Țambula         | Țambula            | Octeabriscoe        |
| Țambula         | Țambula            | Pălăria             |
| Țambula         | Țambula            | Țambula             |